# 山梨県災害拠点病院
山梨県災害拠点病院（やまなしけんさいがいきょてんびょういん）は、山梨県にある災害時の救急医療の拠点となる災害拠点病院。

## 概要
県内や近県で災害が発生し、通常の医療体制では被災者に対する適切な医療を確保することが困難な状況となった場合に、山梨県知事の要請により傷病者の受け入れや医療救護班の派遣等を行う。

## 拠点病院の条件
- 建物が耐震耐火構造であること。
- 資器材等の備蓄があること。
- 応急収容するために転用できる場所があること。
- 応急用資器材、自家発電機、応急テント等により自己完結できること。（外部からの補給が滞っても簡単には病院機能を喪失しないこと）
- 近接地にヘリポートが確保できること。

## 病院一覧
| 2次医療圏  | 病院名                     | 住所                      | DMAT | 救命    |
| ---------- | -------------------------- | ------------------------- | ---- | ------- |
| 中北       | 山梨県立中央病院（基幹）   | 甲府市富士見1-1-1         | ○    | 高度/DH |
| 中北       | 市立甲府病院               | 甲府市増坪町366           | ○    | ×       |
| 中北       | 山梨大学医学部附属病院     | 中央市下河東1110          | ○    | ×       |
| 中北       | 白根徳洲会病院             | 南アルプス市西野2294-2    | ○    | ×       |
| 中北       | 韮崎市立病院               | 韮崎市本町3丁目5番3号     | ○    | ×       |
| 峡東       | 山梨厚生病院               | 山梨市落合860             | ○    | ×       |
| 峡東       | 笛吹中央病院               | 笛吹市石和町四日市場47-1  | ○    | ×       |
| 峡南       | 峡南医療センター富士川病院 | 南巨摩郡富士川町鰍沢340-1 | ○    | ×       |
| 富士・東部 | 富士吉田市立病院           | 富士吉田市上吉田6530      | ○    | ×       |
| 富士・東部 | 大月市立中央病院           | 大月市大月町花咲1225      | ○    | ×       |
| 富士・東部 | 都留市立病院               | 都留市つる5-1-55          | ○    | ×       |